# Mimasura asticta
Mimasura asticta är en fjärilsart som beskrevs av George Francis Hampson 1910. Mimasura asticta ingår i släktet Mimasura och familjen nattflyn. Inga underarter finns listade i Catalogue of Life.